# Lordhowea
Lordhowea nesiota es una especie de araña araneomorfa de la familia Cyatholipidae. Es la única especie del género monotípico Lordhowea.  Es nativa de Australia, donde se encuentra en la isla Lord Howe.